# زمین‌لرزه ژانویه ۱۹۱۴ ژاپن
زمین‌لرزه ژاپن  در تاریخ ۱۲ ژانویه ۱۹۱۴ میلادی، برابر با ‎۲۲ دی ۱۲۹۲، ساعت ۹:۲۸:۰۶ به زمان یوتی‌سی در ژاپن رخ داد. ژرفای این زلزله ۵ کیلومتر بود. بزرگی آن ۶٫۷ در مقیاس Ms اعلام شده‌است. زمین‌لرزه به وقت محلی در روز دوشنبه، ساعت ۱۸ روی داده و منطقه زمانی آن یوتی‌سی +۹ بوده‌است .
تعداد زخمیان ۱۱۲ نفر برآورده شده‌است.سونامی نیز در این زلزله گزارش شده‌است.